# 板橋区立文化会館
板橋区立文化会館（いたばしくりつぶんかかいかん）は、東京都板橋区に所在する多目的ホールである。

## 歴史
1982年（昭和57年）3月13日に東京都板橋区立文化会館条例公布。同年5月1日に同条例施行規則を公布、同年10月28日に板橋区立文化会館がオープンした。
2011年度からは指定管理者制度が導入され、令和5年4月1日から公益財団法人板橋区文化・国際交流財団が業務を受託している。

## 設備
大ホールは1階972席・2階291席の計1263席。舞台は間口18m・奥行き13.5m・高さ8m。2階には306席の小ホール、3階から5階にかけては、会議室と和室・茶室が設けられている。
地下1階には、「かふぇてりあ 大山PASTECA」が営業している。